# Bjarne Pedersen (roer)
Bjarne Pedersen (født 18. januar 1944 i Mou, Danmark) er en dansk tidligere roer.
Pedersen var med ved OL 1972 i München, hvor han sammen med Mogens Holm, Per Wind, Jens Lindhardt og styrmand Kim Wind udgjorde den danske firer med styrmand. Danskerne roede to heat i konkurrencen, et indledende heat og et opsamlingsheat, og sluttede på sidstepladsen i begge.